# Tecknade serier i USA

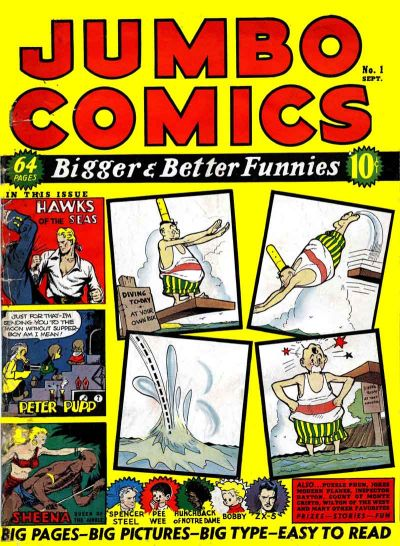

Tecknade serier är ett etablerat medium i USA, som ibland även har kallats seriernas hemland. De första amerikanska serierna var dagspresserier och skapades på 1890-talet, däribland The Yellow Kid (populärt kallad "världens första serie") av Richard F. Outcault, Knoll och Tott av Rudolph Dirks, och Happy Hooligan av Frederick Burr Opper. Bland senare dagspresserier märks framför allt humorserier som Snobben av Charles M. Schulz, Blondie av Chic Young, Knasen av Mort Walker, Kalle och Hobbe av Bill Watterson, och Ernie av Bud Grace, men också äventyrsserier som Fantomen och Mandrake av Lee Falk, Prins Valiant av Hal Foster och Blixt Gordon av Alex Raymond. Vissa serier, däribland E.C. Segars Karl-Alfred och Floyd Gottfredsons Musse Pigg, har pendlat mellan humor- och äventyrsserie.
Parallellt med dagspresserierna har USA också en rik tradition av serietidningar, allt sedan det första numret av Famous Funnies ("världens första serietidning") publicerades 1934. Framför allt märks här superhjälteserier från förlagen DC Comics (Batman, Superman, Wonder Woman, etc.) och Marvel Comics (X-Men, Spider-Man, Hulk, med flera). Tongivande exempel utanför superhjältegenren inkluderar bland annat Carl Barks disneyserier med Joakim von Anka; satirtidningen Mad Magazine; undergroundserier av bland andra Robert Crumb; samt serieromaner av Will Eisner, Joe Sacco, Joe Kubert, Art Spiegelman, med flera.

## Dagspresserier

### Formaten

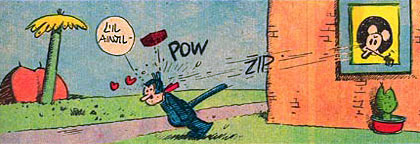
Krazy Kat, en av de stora amerikanska dagspresserierna, här i en ruta från 1937.

Dagspresserierna (eng. "comic strips") finns huvudsakligen i två format, dels som dagsstrippar, vilka publicerades med en seriestripp måndag till lördag, vanligen i svartvitt, och dels söndagssidor, vilka publicerades i färg och i längre avsnitt (dock sällan längre än en sida - det stora undantaget till detta är Will Eisners Spirit, som gick i en söndagsversion om 7 sidor/avsnitt). Den gängse ordningen har traditionellt varit att en serie börjar som dagsstrippserie för att, om och när den blivit tillräckligt populär, även få förtroendet att breda ut sig som söndagssida. Bland undantagen märks även här The Spirit, samt Hal Fosters Prins Valiant, vilken enbart publicerades som söndagssida.

### Syndikaten
Serierna produceras sedan lång tid av syndikat som distribuerar ut dem till dagstidningarna. Det mest framträdande av dem har under större delen av mediets historia varit King Features Syndicate, vars nuvarande serieutbud (2015) omfattar närmare 70 serier, däribland Knoll och Tott, Baby Blues, Knasen, Blondie, Mandrake, Dennis, Sam & Silo, Hagbard Handfaste, Familjen Flax, Blixt Gordon, Morrgan och Klös, Tigern, Fantomen, Tjalle Tvärvigg, Hazel, Ernie, Karl-Alfred, Prins Valiant, Zits, och strippversionen av Spider-Man.
Övriga aktörer av idag (2015) inkluderar framför allt Universal Uclick (den näst största aktören, med bland annat Dilbert, Gustaf, FoxTrot, Affe & Egon, Monty, Get Fuzzy, Pärlor för svin, Doonesbury, och Pooch Café), Creators Syndicate (med bland annat Trollkarlen från Id, B.C., och strippversionen av Acke), Tribune Media Services (med bland annat Kvast-Hilda och Dick Tracy), samt Washington Post Writers Group.

## Serietidningar

### Formaten

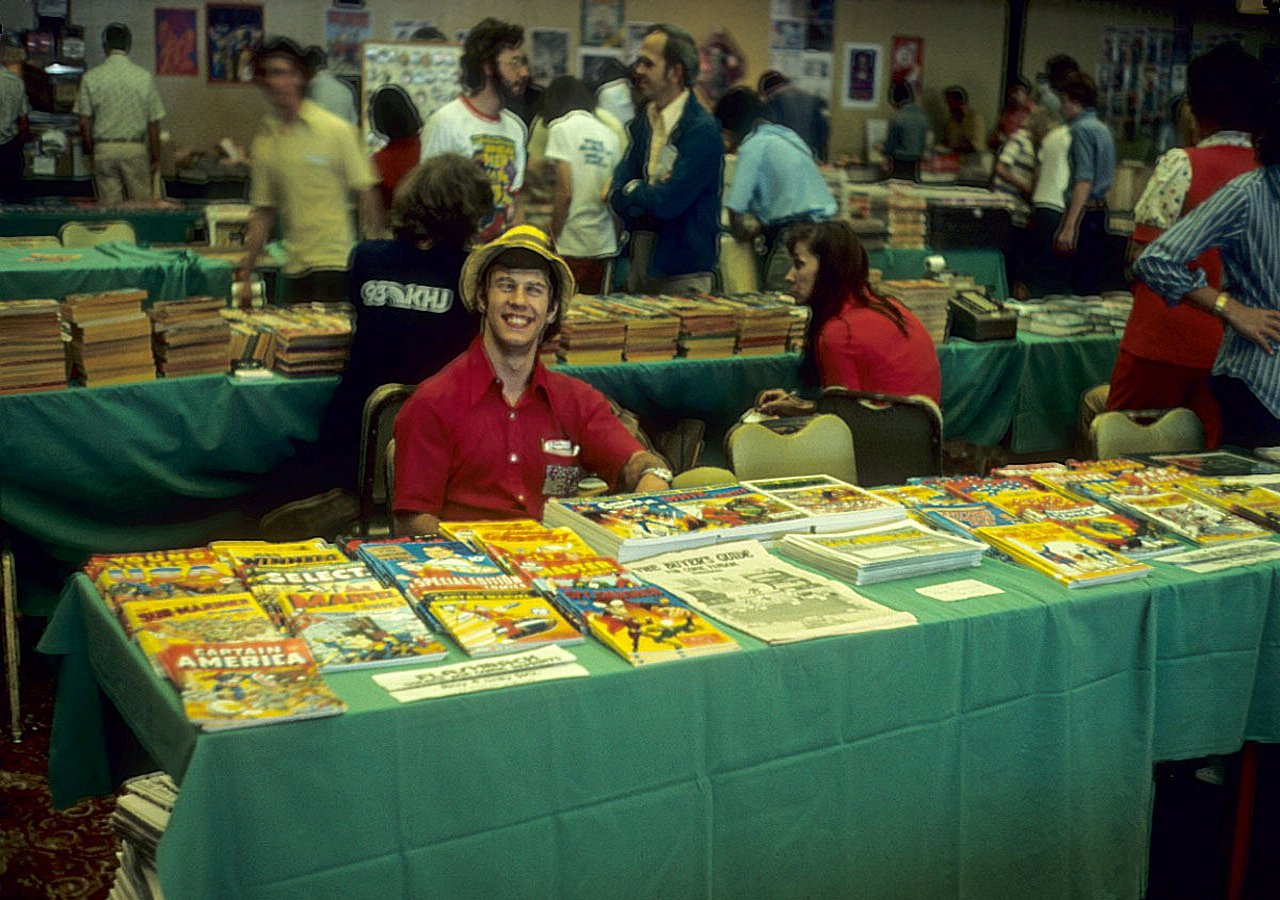
Försäljning av serietidningar på seriemässan i San Diego 1976.

Serietidningar (eng. "comic book") säljs sedan 1970-talet huvudsakligen i specifika "comic book stores", seriebutiker. Dessförinnan, från 1930-talet och framåt, hade man huvudsakligen kunna köpa seriemagasin i kiosker, godisbutiker, apotek, varuhus, speceriaffärer och hos leksakshandlare.
Formatet är vanligen häftat, och vad gäller de stora förlagens utbud, färgsatt. Numreringen är löpande, och fortsätter år från år. I undantagsfall har en titels löpnumrering nollställts, och den nya numreringen benämns då "volym två", och så vidare.
Sedan 1980-talet har det blivit vanligare med så kallade limited series, serietidningstitlar som på förhand är bestämda att bara publiceras med ett visst antal nummer. Dessa benämns vanligen som "miniserier" (omfattande två till sex nummer), eller "maxiserier" (omfattande sju nummer eller fler). Bland de första försöken var Camelot 3000, utgiven med tolv nummer, 1982-1985, och Ronin, med sex nummer 1983-1984. I och med den fyra nummer långa Batman – mörkrets riddare från 1986 inleddes en ny era i amerikansk serietidningshistorik, vilket för utgivningsformaten innebar att mini- och maxiserier, liksom många nummer av pågående tidningstitlar som bildade enhetliga sviter, samlades i tjockare volymer, så kallade "trade paperbacks", och många gånger saluförs som "graphic novels" (serieromaner).
Vid sidan av den ordinarie utgivningen knoppar respektive förlags mest framgångsrika serietidningstitlar vanligen av sig till årligt utgivna extrautgåvor, så kallade "annuals".

### Platinaåldern: Fram till 1938

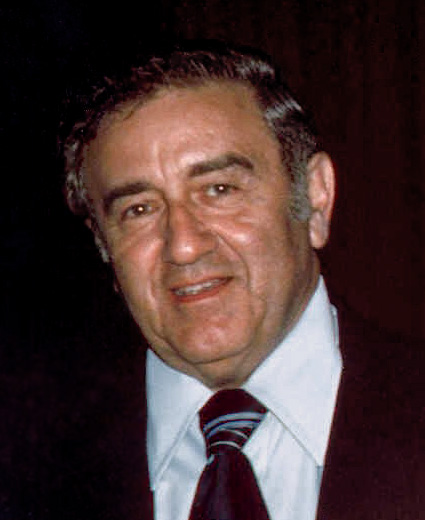
Jerry Siegel, här fotad 1976, skaparen av den moderna superhjälten.

Som USA:s (och världens) första serietidning anses allmänt premiärnumret av Famous Funnies, utgiven i juli 1934. Här samlade seriestrippar från äldre dagstidningsutgivning och titeln fortsatte sin utgivning till och med 1955. Famous Funnies föregicks dock såväl av enstaka seriealbum, som nyhetstidningarnas fristående seriebilaga The Funnies (från 1929), och barntidningen Mickey Mouse Magazine, som utkom med sitt premiärnummer 1933, men inte kom att inkludera serier förrän två år senare.
I spåren av Famous Funnies föddes ytterligare serietidningar på den amerikanska marknaden, till en början enbart innehållandes samlade dagspresserier, och undantagsvis någon enstaka nytecknad seriesida. Dock - redan i februari 1935 började den första serietidningen som fokuserade på originalmaterial utkomma: New Fun, utgiven av det nystartade förlaget National Allied Publications och snart omdöpt till More Fun Comics. Vid denna tid hade också dagstidningarnas humorserier fått sällskap av äventyrsserier, och denna genre kom snart också att bli allt vanligare i More Fun Comics; bland de tidigaste exemplen på äventyrsserier skapade direkt för serietidningsmarknaden märks Doctor Occult av Jerry Siegel och Joe Shuster, vilken fick premiär i More Fun i oktober 1935.
Doctor Occult har sedermera kommit att kallas den första superhjälteserien - en genre som under 1900-talet skulle komma att bli den i särklass största på den amerikanska serietidningsmarknaden. 1938 följde Siegel och Shuster upp Doctor Occult med att skapa Superman, som snart skulle bli själva sinnebilden för superhjältegenren. Serien kom att få premiär i det första numret av tidningen Action Comics utgiven av förlaget Detective Comics, Inc. i juni 1938. I och med Action Comics inleddes vad som brukar kallas den amerikanska serietidningens guldålder, medan åren dessförinnan refererats till som platinaåldern
Utöver den kommersiella serieproduktion växte det fram, under den stora depressionen, en liten, men levande marknad med olagliga, pornografiska seriehäften, så kallade tijuanabiblar. Vanligen med ett omfång på omkring åtta sidor, innehöll dessa häften erotiska eskapader med såväl välkända figurer från dagsstrippserierna, som Hollywood-stjärnor. Då häftena var olagliga, är merparten av dess skapare ännu okända. Produktionen av tijuanabiblarna dalade kraftigt efter andra världskriget, men fortgick, i alltjämt minskande omfång, ända in på 1960-talet.

### Guldåldern: 1938-1955

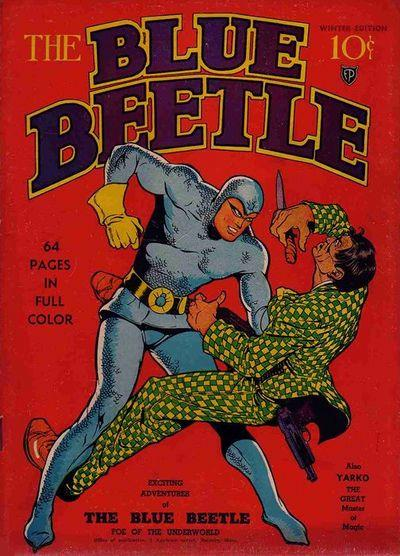
Superhjälten Blue Beetle, från förlaget Fox Comics, en av många seriefigurer från guldåldern.

Samtidigt med Action Comics påbörjades också utgivningen av en handfull tidningar som skulle komma att göra stort avtryck inom amerikansk - och internationell - serietidningshistorik:
- Detective Comics (påbörjad 1937) , var en systertidning till Action Comics. Ursprungligen fylldes den av detektivserier, men med tidens gång kom den att övergå till ett superhjältemagasin; här skapades framför allt Bob Kanes Batman.
- Förlaget Dell Comics tidningar Four Color (utgiven 1939-1962), en antologititel som, utöver traditionella humor- och äventyrsserier, också kom att inkludera komiska äventyrsserier och fabeldjursserier; och flaggskeppet för disneyserier: Walt Disney's Comics & Stories (påbörjad 1940). Inte minst kom dessa tidningar att publicera Carl Barks serier, i vilka bland andra Farbror Joakim först såg dagens ljus.
- Classics Illustrated (utgiven 1941-1971) från Gilberton Company, vars svenska version fick titeln Illustrerade klassiker.
- Archie[förtydliga] (påbörjad 1942) från John L. Goldwaters förlag Archie Comics. Titelserien, som fick den svenska titeln Acke, var en vardagsnära humorserie i highschool-miljö, med fokus på kompis- och kärleksrelationer.

Förlagen National Allied Publications och Detective Comics Inc. gick tidigt samman till National Comics, senare omformat till National Periodical Publications och så småningom DC Comics. Bland dess huvudsakliga konkurrenter under guldåldern märks utöver Dell Comics (som publicerade serietidningar mellan 1938 och 1973) och Archie Comics (som inledde sin utgivning 1937, och fortfarande, 2012, är aktivt), också Standard Comics (1936-1956), Quality Comics (1939-1956), Fawcett Comics (1940-1953), Harvey Comics (1941-1994) och Charlton Comics (1946-1985). Ytterligare ett förlag, All-American Publications etablerades 1938, men gick upp i National Periodical Publications redan 1946 - bland förlagets seriefigurer, varav merparten var superhjältar, märktes bland andra Wonder Woman.
Genremässigt innebar guldåldern ett brett utbud av serietidningar, där flertalet förlag hade en diversifierad utgivning där fabeldjursserier, humorserier, romantiska serier, superhjälteserier, och traditionella äventyrsserier, samsades om utrymmet. I stil och ton skilde sig dessa serier inte i någon större utsträckning från dagspresserierna.
Under 1950-talet kom dock EC Comics, ett förlag som hade inlett sin utgivning i liten skala 1944, att bilda skola med ett antal nyskapande serietidningar med den vuxna publiken som tydlig målgrupp - bland dess titlar märks framförallt skräckserietidningen Tales from the Crypt (1950-1955) och satirserietidningen Mad Magazine (med start 1952). Parallellt började vid denna tid dock serietidningarna att ifrågasättas på moraliska grunder, inte minst genom psykologen Fredric Werthams opinionsbildande bok Seduction of the Innocent från 1954. Som en följd av den ökande kritiken skapades Comics Code Authority, en organisation ledd av Archie Comics förläggare/redaktör John L. Goldwater, i syfte att säkerställa serietidningarnas "moraliska kvalité".
Comics Code Authority ledde såväl till åtstramade tyglar hos serieredaktörerna, som hämmad kreativitet hos serieskaparna. Mitten av 1950-talet innebar slutet för serietidningarnas guldålder, och följdes av några år präglade av stagnation. 1956 fick EC Comics se sig tvungna att lägga ned större delen av sin utgivning - endast Mad Magazine fortlevde. Den begynnande nya serievågen hos övriga förlag kom av sig, och de ökade kraven på "sund underhållning", i kombination med TVs intåg, innebar också att efterfrågan på de traditionella serietidningarna avtog. I de på många sätt förändrade förutsättningarna för serietidningsmarknaden kom fokus nu sättas på den sedan länge populära superhjältegenren.

### Silveråldern: 1956-ca 1970
Under redaktören Julius Schwartzs ledning kom DC Comics i serietidningen Showcase (utgiven 1956-1970) att presentera en ny generation superhjältar, varav flertalet var uppdaterade versioner av halvt bortglömda hjältar från 1940-talet, vanligen från All-American Publications tidningar: Flash (1956), Green Lantern (1959), Aquaman (1961), Atom (1961), och Hawkman (1961), med flera. Genom att kombinera nostalgi med humor och nyvunnen kreativitet lyckades de nya serierna återvinna mycket av mediets forna glans, och inledde därmed en ny storhetstid, sedermera kallad serietidningarnas silverålder. Silveråldern fortsatte in i 1960-talet, i och med skapandet av Justice League of America (1960); en serie som publicerades i tidningen The Brave and the Bold och lät förlagets främsta hjältar slå sig ihop till en av seriehistoriens första superhjältegrupper. I sin ursprungliga lagsammansättning bestod Justice League av Superman, Batman, Wonder Woman, Flash, Green Lantern, och Aquaman, samt Martian Manhunter, skapad för Detective Comics 1955.

Logotypen för serieförlaget Marvel Comics, som kom att få stor betydelse för silveråldern.

Guldålderns övriga huvudaktörer på serietidningsmarknaden förmådde inte svara upp mot det DC:s nytändning, och fick se sig hamna i bakvattnet och så småningom förpassas till historien. I deras ställe framträdde en ny aktör: Marvel Comics. Förlaget hade skapats under namnet Timely Comics redan 1939, och sedermera bytt namn till Atlas Comics. Produktionen hade till stor del bestått av superhjälteserier, varav Captain America, skapad av Jack Kirby 1941, kom att bli den mest framgångsrika. 1961 antog man förlagsnamnet Marvel Comics, och i november samma år utkom första numret av tidningen Fantastic Four. Fantastic Four var en superhjälteserie, och, precis som i Justice League of America, var det en hel grupp av hjältar som utgjorde centrum för berättandet. Tidningen blev en framgång, och Marvel Comics kom under 1960-talet att segla upp som DC Comics enda egentliga konkurrent bland serietidningsförlagen. I egenskap av såväl redaktör och manusförfattare på Marvel kom Fantastic Fours skapare Stan Lee, tillsammans med bland andra Jack Kirby, under de följande åren att presentera ett flertal seriehjältar som idag har blivit klassiska: Hulk (1962), Spider-Man (1962), Ant-Man (1962), Thor (1962), Iron Man (1963), X-Men (1963), Wasp, (1963), Doctor Strange, (1963) och Daredevil, (1964). 1963 sammanfördes flertalet av Marvels hjältar i serien Avengers.
I och med silveråldern gjordes det tydligt att alla DC:s superhjälteserier – liksom samtliga Marvels superhjältehistorier – utspelar sig i samma fiktiva universum. Därmed etablerades termerna "DC:s universum" och "Marvels universum", som begrepp syftande på hela den värld och det sammanhang som respektive förlags hjältar lever och verkar i.
Då silveråldern innebar en tuffare marknad för serietidningsförlagen, och de redan etablerade aktörerna fick kämpa för att behålla sina marknadsandelar, var det relativt få nya förlag som etablerades under denna tid. En av de mer framgångsrika exemplen var Gold Key Comics, som till stor del kom att satsa på barnserier, bland annat tog man över utgivningen av disneyserier, liksom serieversioner av Looney Tunes och Hanna-Barberas TV-serier. Därutöver producerade man huvudsakligen serieversioner av TV-serier, bland andra Bröderna Cartwright, Gänget och jag, Mannen från UNCLE, Familjen Addams, Star Trek och Twilight Zone. Förlaget var aktivt från 1962 till 1984.
Allt sedan 1960-talet har dock superhjältegenren, och DC: och Marvels produktioner, fortsatt att kraftigt dominera den amerikanska serietidningsmarknaden.

### Bronsåldern: ca 1970–1985

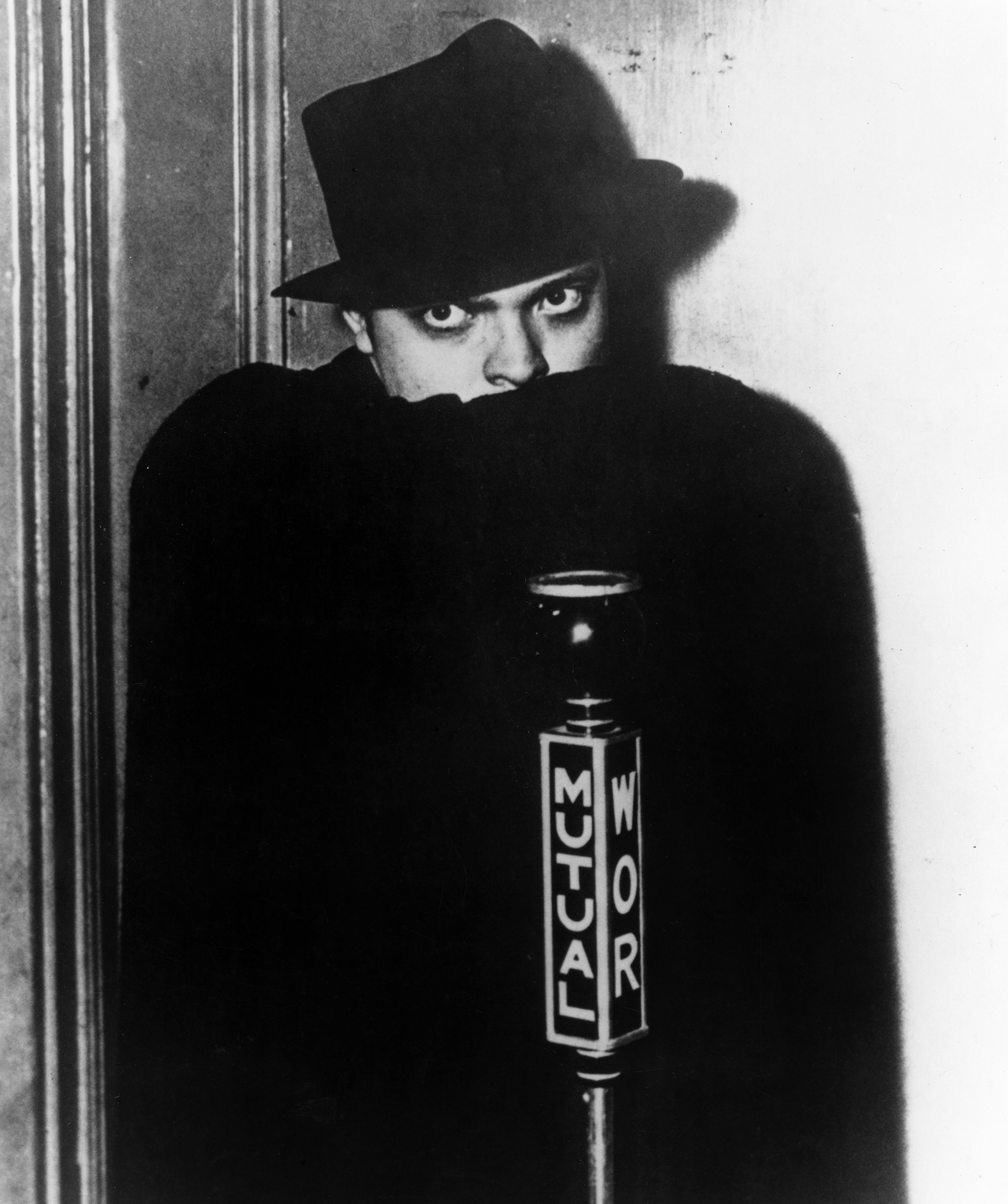
The Shadow (här gestaltad av Orson Welles) var en av de pulp-figurer som fick ett nytt uppsving som seriefigurer under bronsåldern.

Silveråldern följdes av en bronsålder, omfattande 1970-talet och första halvan av 1980-talet. Övergången från silver- till bronsålder var inte lika tydlig som tidigare övergångar, men den nya eran präglades av superhjältegenren vidare utveckling. Den utgick från den påtagligt lättsamma ton som Comics Code Authority hade föranlett, till att börja ta upp sociala frågor som rasism, drogmissbruk, barnmisshandel, miljöförstöring och könssegregering. Utvecklingen föranleddes av att Comics Code Authoritys strikta reglering började luckras upp 1971; inte minst blev det nu återigen möjligt att producera serier med skräck, vapenbruk och kriminalitet, utan att mildra det med barnvänlig humor. Serietidningarnas ändrade förutsättningar ledde även till ett ökat intresse för andra genrer vid sidan av superhjälteserierna: klassiska pulp- och äventyrsfigurer som Conan, The Shadow, Doc Savage och Tarzan etablerades som serietidningar, inspiration till nya tidningar kom ifrån kändisar som Kiss, leksaker som Transformers och G.I. Joe, filmer som Apornas planet, Indiana Jones och Star Wars.
Ytterligare en händelse som kom att påverka de två stora förlagens produktion var Jack Kirbys övergång från Marvel till DC 1970.
I spåren efter den seriecensur som många serieskapare menade blev följden av Comics Code Authority, och med inspiration från bland annat EC Comics titlar, växte under det sena 1960-talet en alternativ seriescen fram. Denna utvecklades snart till en helt egen genre. Motkulturen, som kom att gå under beteckningen undergroundserier, blev en seriernas motsvarighet till samtida strömningar som punk och hippiekultur. Serieskaparen Robert Crumb och tidningen Zap Comix, blev genrens främsta förgrundsgestalter.
1985 inledde DC sin dittills mest omvälvande seriesvit; den 12 nummer långa Crisis on Infinite Earths med manus av Marv Wolfman skulle fira förlagets 50-årsjubileum och därtill söka bringa ordning i det allt mer logiskt motsägelsefulla DC:s universum. Den följdes 1986 och 1987 av en nystart, retcon, av de individuella serierna; Superman fick en uppfräschad bakgrundshistoria med avstamp i John Byrnes seriesvit The Man of Steel, och Batman omdanades i en betydligt råare form, i och med Frank Millers berättelser Batman – mörkrets riddare och Batman: År ett. Därmed hade förlaget också lämnat seriernas bronsålder.
Samtida med Crisis on Infinite Earths, var Marvels Secret Wars och Secret Wars II, som pågick från 1984 till 1986. Båda sviterna skrevs av förlagets dåvarande redaktör Jim Shooter, och samlade flertalet centrala figurer i Marvels universum. Även om Secret Wars-sviterna inte var lika omvälvande som DC:s motsvarighet, har de sedermera kommit att betraktas som förlagets avslutning av bronsåldern.

### Järnåldern: 1900-talets slut

Den nedblodade smileyn blev en populärkulturell ikon i och med Alan Moores stilbildande serie Watchmen.

1986 publicerades två serietidningssviter som sedermera har kommit att ses som startskott för serietidningarnas "mörka ålder", eller järnålder,: Alan Moores Watchmen och Frank Millers ovan nämnda Batman – mörkrets riddare. Seriernas realism och dittills oöverträffade råhet, mörka ton, och komplexa berättarstil, innebar att ribban för serieberättandet höjdes markant. Båda tidningarna innebar också ett för den amerikanska seriemarknaden nytt sätt att producera och presentera serietidningsserier: de var på förhand begränsade, till tolv respektive fyra nummer (limited series), och kom sedermera att utges i enhetliga samlingsvolymer, som serieromaner.
Millers revitalisering av Batman-serien ledde till liknande utvecklingar i flera andra superhjälteserier, och till följd av intresset för mörkare och råare serier etablerades nya förlag. Framför allt två av dem har lyckats etablera sig väl: Dark Horse Comics (grundat 1986, med serier som Mike Richardsons The Mask, Mike Mignolas Hellboy och Frank Millers Sin City); samt Image Comics (grundat 1992, med tidningar som Todd McFarlanes Spawn, Brian Haberlins Witchblade, Robert Kirkmans The Walking Dead, med flera). Andra nya aktörer var Malibu Comics och WildStorm, grundade 1986 respektive 1992, som dock båda snart blev uppköpta av förlagsjättarna: Malibu av Marvel 1994 och WildStorm av DC 1999.
1989, efter att ha misslyckats med att köpa upp Marvel Comics, sjösatte Secret Wars-författaren och forne Marvel-redaktören Jim Shooter ett nytt, ambitiöst superhjälteförlag: Valiant Comics, med titlar som Shadowman, X-O Manowar, och Ninjak. Dess historia blev dock kort, då det 1994 köptes upp av datorspelsföretaget Acclaim Entertainment, som döpte om det till Acclaim Comics, och omarbetade eller avslutade samtliga etablerade titlar. Förlaget gick i graven i samband med Acclaims konkurs 2004.
1993 sjösatte DC Comics sin underetikett Vertigo, som samlar serietidningar utanför superhjältegenren; här återfinns titlar som Neil Gaimans The Sandman, Peter Milligans Hellblazer, Brian Azzarellos 100 Bullets, Garth Ennis Preacher, och Bill Willinghams Fables.
Mot slutet av århundradet försökte också en handfull nya förlag sig på en utgivning som inte huvudsakligen fokuserade på superhjälteserier; Topps Comics gav ut titlar i gränslandet mellan science fiction och skräck 1992-1998, Chaos Comics publicerade skräcktitlar under 1994-2002, och CrossGen Comics utkom med flera fantasyserier 1998-2004.

### 2000-talet

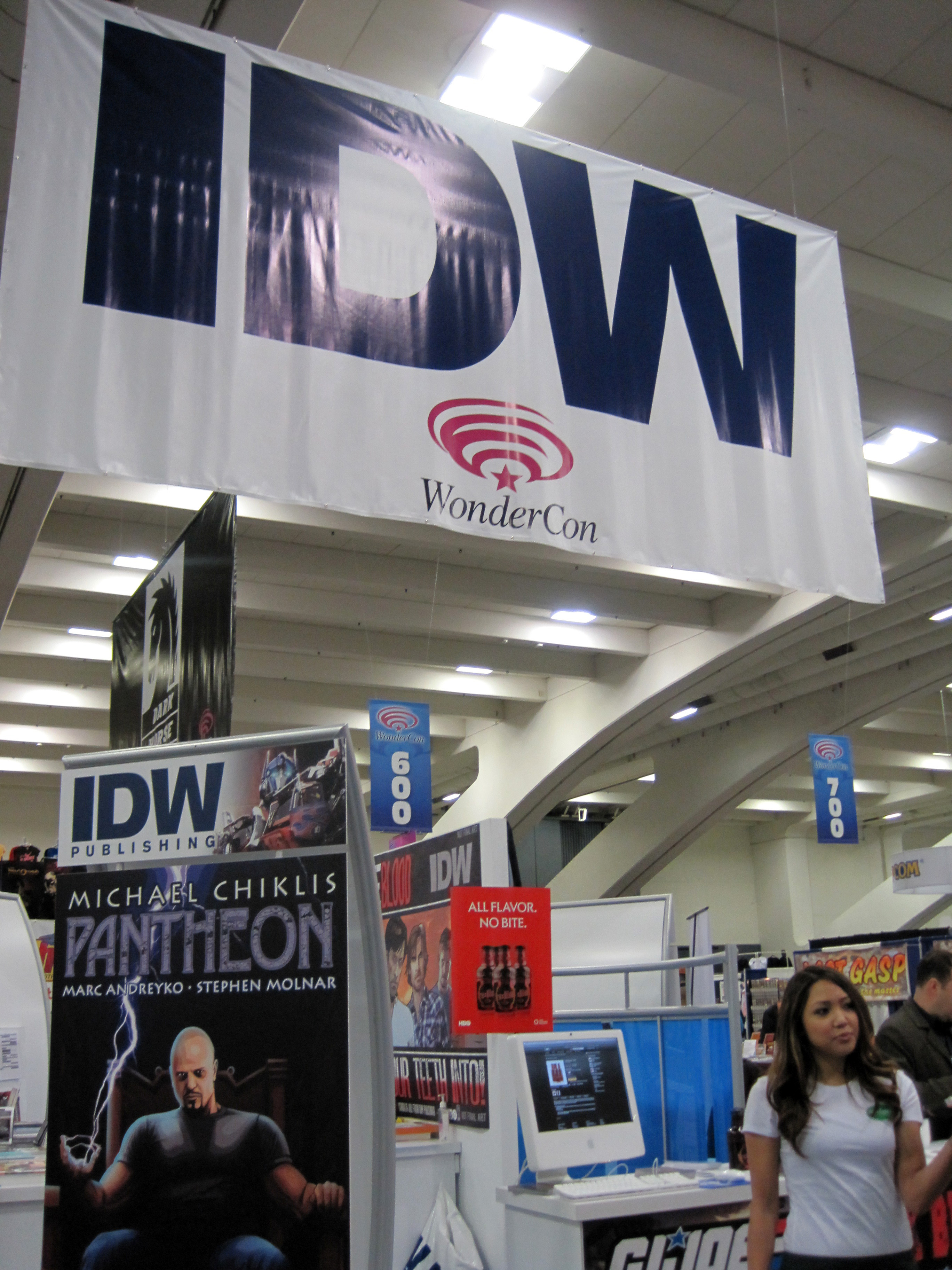
Förlaget IDW Publishings monter under en seriemässa i Kalifornien 2010.

Sedan millennieskiftet har ytterligare tre förlag lyckats etablera sig, till stor del genom licensproducerade serieversioner av populära koncept: IDW Publishing, grundat 1999 (Star Trek, True Blood, CSI: Crime Scene Investigation, Teenage Mutant Ninja Turtles, etc.), Dynamite Entertainment, grundat 2005 (RoboCop, Sherlock Holmes, Terminator, Battlestar Galactica, Zorro, med flera), samt Boom! Studios, även det grundat 2005 (Apornas planet, Hellraiser, Cthulhu-mytologin, Kalle Anka och Musse Pigg, med flera).
Marvel sjösatte 2000 sin underetikett Ultimate Marvel, med titlar som Ultimate Spider-Man och Ultimate X-Men, där förlagets mest framgångsrika figurer ges en ny, parallell, tolkning, fri från det kreativa hämmande som fyra decenniers berättande kommit att innebära. Andra aktiva Marveletiketter inkluderar vuxenserieetiketten Max Comics, etablerat 2001, och Icon Comics, etablerat 2004 som bland annat publicerat Mark Millars Kick-Ass och är förlagets svar på DC:s Vertigo Comics.
2010 inledde DC Comics sin DC: Earth One-utgivning, med ett koncept snarlikt Ultimate Marvel. Redan i december 2005 hade DC dock inlett sitt mest omvälvande projekt sedan Crisis on Infinite Earths. Med start i sviten Infinite Crisis (2005-2006) med manus av Geoff Johns inleddes ett närmare sex år långt händelseförlopp som, bland annat via Grant Morrisons svit Final Crisis (2008-2009), fick sitt slut i och med Geoff Johns Flashpoint, publicerad sommaren 2011. I och med Flashpoint avslutades utgivningen av samtliga DC:s serietidningar, inklusive Detective Comics och Action Comics vars löpnumrering pågått sedan 1930-talet.
Med start i augusti 2011 sjösatte DC sina 52 "nya" seriemagasin ("The New 52"), varav dock flertalet var återuppståndna titlar, däribland Action Comics, Detective Comics, Batman och Superman. I och med Flashpoint hade flertalet av seriefigurerna omdanats och fått nya bakgrundshistorier och personlighetsskildringar, och den värld som skapades av 1990-talsförlaget WildStorm, liksom flera figurer och motiv från Vertigo-etiketten, var nu inkorporerad i DC:s universum.
Fyra år senare, 2015, genomför även Marvel Comics en omfattande omdaning av merparten av sin utgivningen: genom sviten Secret Wars - skrivet av Jonathan Hickman och utgiven från maj till september detta år - sammanförs Ultimate Marvel-utgivningen med det reguljära Marvels universum. I dess kölvatten kommer Ultimate Marvel-utgivning att upphöra, och under hösten 2015 inledes en omstart av närmare 60 av förlagets övriga titlar - inklusive dess storsäljare The Amazing Spider-Man, Avengers, X-Men, Thor, Captain America, med flera - med ny löpnumrering och ny design för flera av huvudfigurerna.
Idag (2015) består den amerikanska serietidningsmarknaden av två stora aktörer: DC Comics och Marvel Comics, som var och en, inklusive underetiketter, svarar för omkring en tredjedel av marknaden, samt fem mellanstora förlag: Dark Horse Comics, Image Comics, IDW Publishing, Dynamite Entertainment och Boom! Studios som tillsammans svarar för mellan 20 och 25 procent av marknaden. Distributionen av serietidningar till den nordamerikanska marknaden handhas huvudsakligen av Diamond Comic Distributors, grundat 1982, som sedan mitten av 1990-talet har i det närmaste monopol på marknaden, med exklusiva rättigheter till direktdistributionen av flertalet av de stora serieförlagens produktion.

## Serieromaner

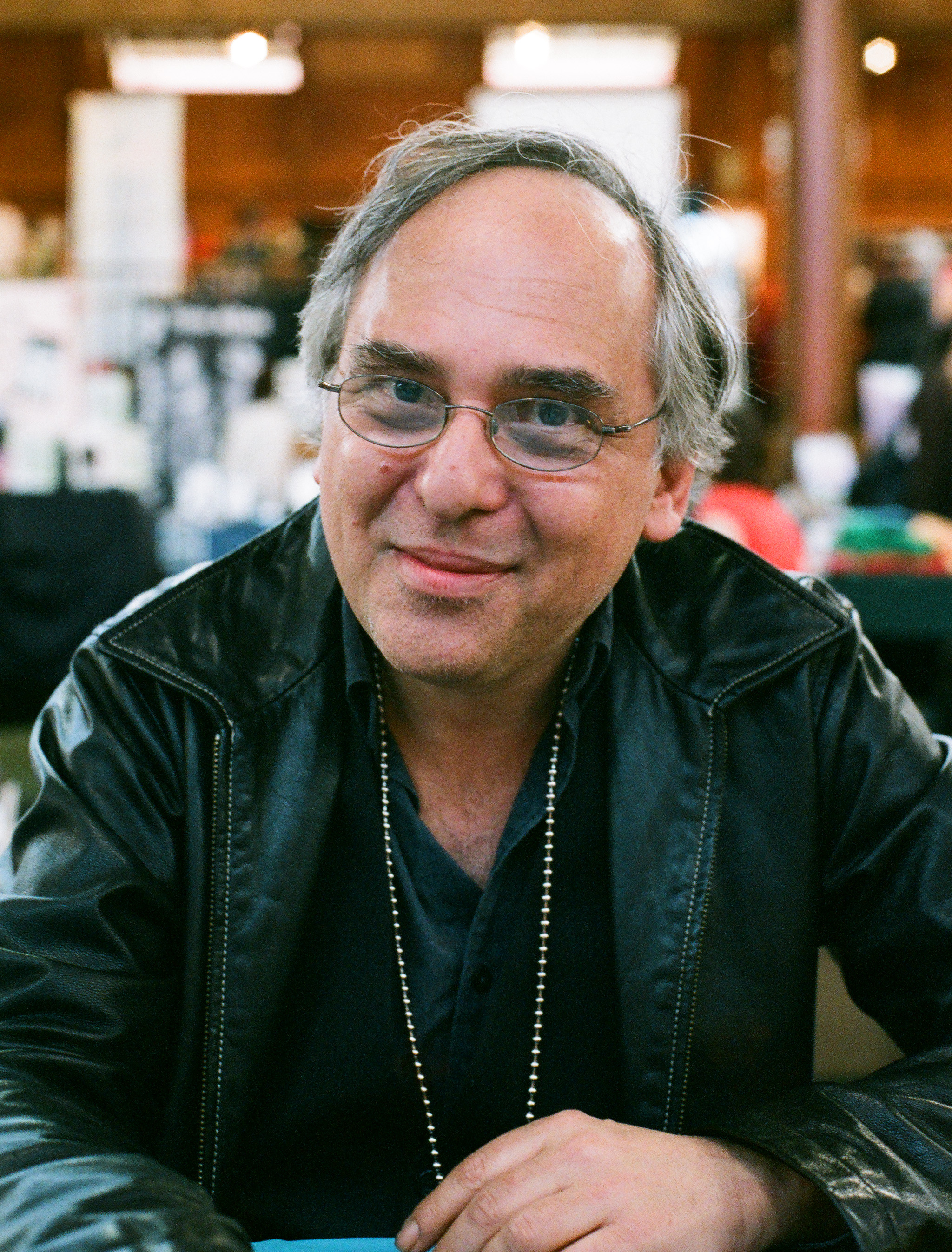
Art Spiegelman, här fotad 2007, vars serieroman Maus bland annat blivit Pulitzer-belönad.

Enstaka längre, fristående, seriepublikationer har producerats parallellt med serietidningarna under lång tid. Det var dock först i och med Will Eisners serieböcker under 1970-talets slut som begreppet serieroman (eng. "graphic novel") på allvar etablerades: hans "Ett hus i Bronx" ("A Contract with God") från 1978 hade under titeln "a graphic novel".
Redan två år tidigare, 1976, hade dock "Bloodstar", en serieutgåva av samma format som senare serieromaner, publicerats. Serien, en adaption av Robert E. Howards novell "The Valley of the Worm", var tecknad av Richard Corben.
Senare originalserieromaner inkluderar, utöver ytterligare verk av Eisner, också bland andra Art Spiegelmans "Maus", Robert Crumbs "Första Moseboken, Genesis illustrerad", Joe Saccos "Gaza - fotnoter till ett krig", och Joe Kuberts "Fax från Sarajevo".
Därutöver har, sedan 1980-talet, flera serier som ursprungligen producerades som serietidningar nått en bredare publik efter att delarna samlats och publicerats som serieromaner, däribland Alan Moores Watchmen, From Hell, och The League of Extraordinary Gentlemen; Frank Millers 300, Hardboiled, Ronin, och superhjältesviter; Charles Burns Black Hole; Mike W. Barrs Camelot 3000; och Neil Gaimans The Books of Magic.
Utöver de förlag som huvudsakligen ger ut serietidningar, så har det växt fram en mindre grupp förlag som tenderar att fokusera på serieromaner och ambitiösa samlingsvolymer av äldre dagspresserier; bland de mer utmärkande finns Fantagraphics Books.

## Källhänvisningar
1. ↑  Comic Strips & Panels Arkiverad 22 oktober 2015 hämtat från the Wayback Machine. kingfeatures.com
2. ↑  Platinum Age gamespot.com
3. ↑  Sequential History: The Platinum Age (1897 – 1938) Arkiverad 5 maj 2016 hämtat från the Wayback Machine. comicattack.net
4. ↑  A Brief History of Comics comicspectrum.com
5. ↑  "tecknad serie". NE.se. Läst 28 augusti 2014.
6. ↑  What is Comics Iron Age? Dave's Corner of the Universe
7. ↑  ”The Dark Age of Comic Books” (på engelska). tvtropes.org. Arkiverad från originalet den 21 mars 2019. https://web.archive.org/web/20190321201046/http://tvtropes.org/pmwiki/pmwiki.php/UsefulNotes/TheDarkAgeOfComicBooks.
8. ↑  Publisher Market Shares: 2015 diamondcomics.com